# Liste des souverains d'Élam
Voici la liste des souverains d'Élam.

## Période paléo-élamite (2400-1500)

### Dynastie d'Awan(2400-2100)
- Peli (vers -2400)
- Târî
- Ukku-tahish
- Hishur
- Shushun-tarana
- Napil-hush
- Kukku-sime-temti
- Luhî-Ishshan
- Hishep-Ratep
- Hielu
- Hîta (vers 2250)
- Puzur-Inshushinak

### Dynastie deSimashki(2050-1885)
- Gir-Namme (vers -2030)
- Tazitta I
- Ebarat I
- Tazitta II
- Lurrak-luhha
- Kindattu (vers 2000)
- Indattu-Inshushinnak I
- Tan-Ruhuhatir
- Ebarat II
- Indattu-Inshushinnak II
- Indattu-napir
- Indattu-temti

### Dynastie dessukkalmahou dynastie d'Eparti (1930-1500)
- Eparti
- Shilhaha
- Pala-Ishan
- Kuk-Kirmash
- Shiruktuh I (vers 1800)
- Siwepalarhuhpak
- Kuduzulush I
- Kutir-Nahhunte I
- Temti-Agun I
- Kutir-shilhaha I
- Kuk-Nashur II
- Kuduzulush II
- Tan-Uli
- Atta-Mera-halki
- Temti-halki
- Kuk-Nashur III

## Période médio-élamite (1455-1105)

### Dynastie des Kidinuides (1455-1405)
- Kidinû
- Inshushinak-zunkir-nappipir
- Tan-Ruhuhatir II
- Shalla
- Tepti-ahar

### Dynastie des Igehalkides (1405-1215)
- Ige-halki (1405-1385)
- Pahir-Ishshan (1385-1375)
- Attar-Kittakh (1375-1365)
- Unpahash-Napirisha (1365-1360)
- Kidin-Hutran I (1360-1355)
- Humban-numena (1355-1345)
- Untash-Napirisha (1345-1305)
- Kidin-Hutran II (1305-1275)
- Napirisha-untash (1275-1245)
- Kidin-Hutran III (1245-1215)

### Dynastie des Shutrukides (1215-1105)
- Hallutush-Inshushinak
- Shutruk-Nahhunte (1190-1155)
- Kutir-Nahhunte III (1155-1150)
- Shilhak-Inshushinak (1150-1125)
- Hutelutush-Inshushinak (1125-1105)
- Shilhina-hamru-Lakamar

## Période néo-élamite (1000-539)

### Néo-élamite I (1000-743)
Aucun souverain n'est connu pour cette période.

### Néo-élamite II (743-646)
- Humban-tahra Ier
- Humban-imena II (?-743)
- Humban-nikash Ier (743-711)
- Shutruk-Nahhunte II (716-699)
- Hallushu-inshushinak (699-693)
- Kutir-nahhunte IV (693-692)
- Humban-nimena III (692-689)
- Humban-haltash Ier (689-681)
- Humban-haltash II (680-675) / Shilhak-Inshushinak II (680-653)
- Urtaki (674-663)
- Teumman (Tept-Humban-Inshushinak ?) (663-653)
- Atta-Humban-Inshushinak (653-648) / Humban-Nikash II (653-651)
- Tammaritu Ier (651-648)
- Indabibi (649-648)
- Tammaritu II (648-647)
- Humban-haltash III (647-640?)

### Néo-élamite III (646-539)

#### Néo-élamite IIIA
- Shutur-Nahhunte
- Hallutash-Inshushinak
- Atta-hamiti-Inshushinak

#### Néo-élamite IIIB
- Ummanunu à Suse
- Shutur-Nahhunte à Malamir
- Humban-shuturuk à Gisat
- Pahuri à Zamin
- Shilhak-Inshushinak, Tepti-Humban-Inshushinak, rois de Samati, de Zari, de Parsa, et d'Anzan
- Cyrus II roi de Perse, roi d'Anzan